# Membranobalanus cuneiformis
Membranobalanus cuneiformis is een zeepokkensoort uit de familie van de Archaeobalanidae. De wetenschappelijke naam van de soort is voor het eerst geldig gepubliceerd in 1936 door Hiro.